# Gare de Liège-Haut-Pré
La gare de Liège-Haut-Pré, aussi appelée gare du Haut-Pré, est une ancienne gare ferroviaire belge de la ligne 36 de Liège à Bruxelles, située sur le territoire de la commune de Liège dans la province éponyme en région wallonne. Elle se situait à proximité du lieu dit "Haut-Pré", là où se trouve encore la place du Haut-Pré.
C'était une gare voyageurs de la Société nationale des chemins de fer belges (SNCB), desservie par des trains locaux. Elle a également longtemps servi de lieu de chargement pour l'évacuation de la houille depuis les  charbonnages proches de Bonne-Fin et de l'Aumonier.

## Toponymie
Le site du Haut Pré, sur lequel se situe la gare, tient son nom des pâturages qui s'y trouvaient jusqu'au XIXe siècle et qui surplombaient des habitations de paysans.

## Histoire

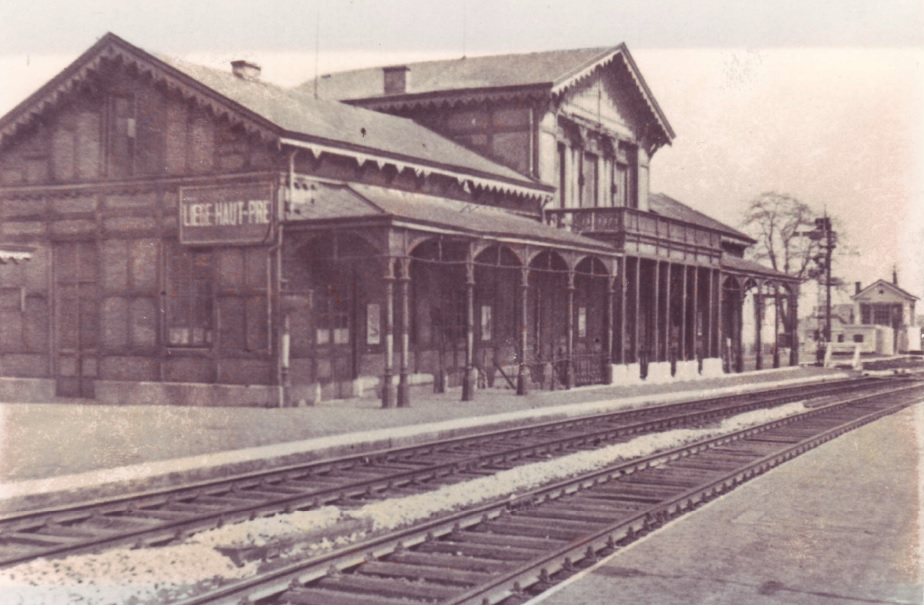
La gare côté quais.

Les installations techniques du plan incliné de la côte d'Ans comprennent un palier intermédiaire au site dit du Haut Pré, le dédoublement des machines permettant de hisser deux fois plus de convois.
Les riverains demandent l'ouverture d'une station à cet endroit, afin de pouvoir monter et débarquer des trains lorsque ceux-ci sont attelés d'un câble à l'autre. En 1842, une gare en bois est construite en face du hall abritant le système de traction.
À partir de 1871, les installations mécaniques, rendues inutiles par l'amélioration des locomotives, sont abandonnées. Elles sont démolies en 1879.
La gare est toutefois maintenue et le bâtiment en bois est remplacé en 1877 par une construction en dur, longue de quarante mètres. Le bâtiment est détruit au cours du XXe siècle.

## Projet
Dans le cadre du projet Liège 2025, la réouverture d'une halte ferroviaire à Liège-Haut-Pré est débattu.